# Igrejas reformadas continentais
As Igrejas Reformadas Continentais são uma família de denominações protestantes oriundas da Reforma Protestante do Século XVI e conectadas historicamente por sua doutrina calvinista. O termo Continental é usado para diferenciá-las das demais igrejas da Tradição Reformada e refere-se a origem destas igrejas na Europa continental, enquanto que as igrejas presbiterianas e congregacionais surgiram nas Ilhas Britânicas. No Brasil, os maiores representantes são as Igrejas Reformadas do Brasil e Igrejas Evangélicas Reformadas no Brasil. As igrejas presbiterianas e congregacionais também são igrejas reformadas e formam uma família denominacional com as igrejas continentais.

## História
As primeiras igrejas reformadas continentais, surgiram no Século XVI na Reforma Protestante na Suíça, Hungria e França e espalharam-se por todo o Continente Europeu. Assim a teologia das igrejas continentais foi fortemente influenciada pela Reforma Suíça e os personagens mais influentes na formação destas igrejas foram Ulrico Zuínglio, Martin Bucer, Heinrich Bullinger e João Calvino.

A partir da migração e missões, igrejas com a tradição reformada continental foram formadas em vários países. No Brasil as Igrejas Reformadas do Brasil e Igrejas Evangélicas Reformadas no Brasil são os maiores grupos de igrejas reformadas continentais.

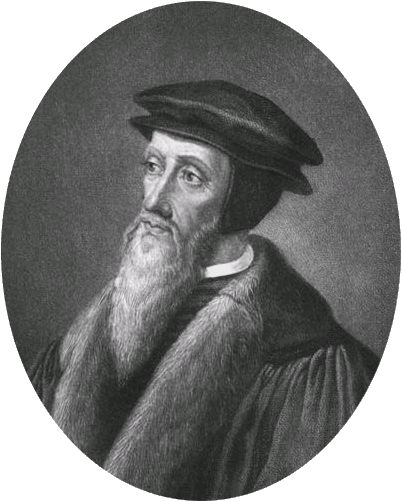
João Calvino

## Forma de doutrina
Doutrina Reformada é expressa em várias confissões. Algumas confissões são partilhados por muitas denominações. Denominações diferentes usam diferentes confissões, geralmente com base em razões históricas. Algumas das confissões ainda comumente em uso são:
- Confissão de Fé Francesa (1559)
- Três Formas da Unidade[6][7]
  - Catecismo de Heidelberg (1563)
  - Confissão de Fé Belga (1566)
  - Cânones de Dort (1619)
- Segunda Confissão Helvética (1566)[8]

Algumas igrejas continentais adotam também os padrões presbiterianos que incluem:
- Confissão de Fé Escocesa (1560)
- Símbolos de Westminster
  - Confissão de Fé de Westminster (1646)
  - Breve Catecismo de Westminster (1649)
  - Catecismo Maior de Westminster (1649)

## Formas de governo
As igrejas reformadas continentais geralmente adotam uma política presbiteriana de governo eclesiástico, que funciona como concílios, decidindo por assembleias de ministros ordenados, tendo o Sínodo como órgão máximo. Todavia, algumas igrejas mantiveram uma forma de sistema de governo episcopal misto com presbiterianismo, tais como a Igreja Reformada na Hungria, Igreja Reformada na Romênia, Igreja Evangélica Reformada na República Polonesa e Igreja Reformada Húngara na América.